# Liocranidae
Liocranidae là một họ nhện. Họ này gồm có 6 chi và hơn 160 loài.

## Các chi
Phân loại theo Biology Catalog.
- Cybaeodinae

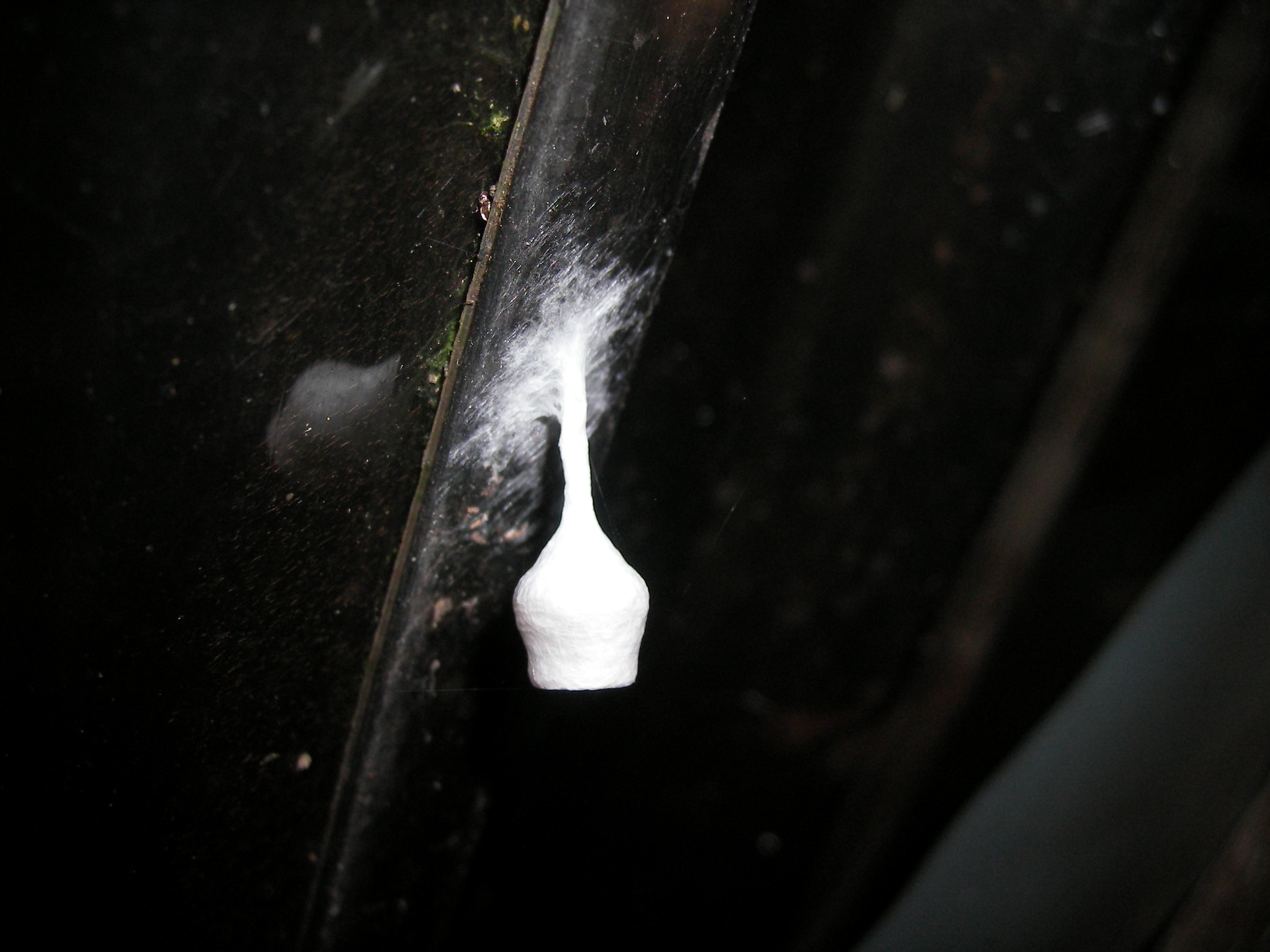
Nhện Agroeca brunnea

- Cybaeodes Simon, 1878 (Mediterranean)
- Donuea Strand, 1932 (Madagascar)
- Hesperocranum Ubick & Platnick, 1991 (USA)
- Heterochemmis F. O. P-Cambridge, 1900 (Mexico)
- Itatsina Kishida, 1930 (China, Korea, Japan)
- Jacaena Thorell, 1897 (Myanmar, Thái Lan)
- Laudetia Gertsch, 1941 (Dominica)

- Liocraninae Simon, 1897

- Apostenus Westring, 1851 (Châu Phi, châu Âu, Bắc Mỹ)
- Argistes Simon, 1897 (Namibia, Sri Lanka)
- Coryssiphus Simon, 1903 (Nam Phi)
- Liocranoeca Wunderlich, 1999 (Hoa Kỳ, châu Âu, Nga)
- Liocranum L. Koch, 1866 (Cuba, Europe to Georgia, Địa Trung Hải, New Guinea)
- Liparochrysis Simon, 1909 (Australia)
- Mesiotelus Simon, 1897 (Mediterranean, Central Asia, Africa)
- Mesobria Simon, 1897 (St. Vincent)
- Montebello Hogg, 1914 (Australia)
- Neoanagraphis Gertsch & Mulaik, 1936 (Hoa Kỳ, Mexico)
- Paratus Simon, 1898 (Sri Lanka)
- Plynnon Deeleman-Reinhold, 2001 (Borneo, Sumatra)
- Rhaeboctesis Simon, 1897 (Châu Phi)
- Sagana Thorell, 1875 (Châu Âu đến Gruzia)
- Scotina Menge, 1873 (Châu Âu, Algeria, Nga, Malta)
- Sesieutes Simon, 1897 (nam châu Á)
- Sphingius Thorell, 1890 (nam châu Á)
- Sudharmia Deeleman-Reinhold, 2001 (Sumatra)
- Teutamus Thorell, 1890 (nam châu Á)

- incertae sedis

- Agraecina Simon, 1932 (Tây Địa Trung Hải, Romania, quần đảo Canaria)
- Agroeca Westring, 1861 (Holeartic)
- Andromma Simon, 1893 (Châu Phi)
- Brachyanillus Simon, 1913 (Tây Ban Nha, Algeria)